# Wesley Charles
Wesley Charles est un footballeur international vincentais né le 12 décembre 1975 à Brighton sur l'île de Saint-Vincent. Il évolue au poste de défenseur.

## Biographie

### En club
Le 9 juillet 2008, Wesley Charles est libéré par le Galway United. Il signe deux jours plus tard avec les Whitecaps de Vancouver au Canada. 